# Regione di Analanjirofo
La regione di Analanjirofo è una regione della provincia di Toamasina, nel Madagascar nord-orientale.
Il capoluogo della regione è Fenerive Est.
Ha una popolazione di 860 800 abitanti distribuita su una superficie di 21930 km².

## Geografia antropica

### Suddivisioni amministrative
La regione è suddivisa in sei distretti:
- distretto di Fenerive Est
- distretto di Mananara Nord
- distretto di Maroantsetra
- distretto di Sainte Marie
- distretto di Soanierana Ivongo
- distretto di Vavatenina